# 三重區
三重區，舊稱「三重埔」，位於臺灣新北市西北部，淡水河左岸，臺北盆地的中央偏西北側，東隔淡水河與臺北市為界。轄區面積約為16.3170平方公里，人口約有38.3萬人，人口密度每平方公里約有2.3萬多人，是臺灣人口第六多、人口密度第六高的鄉鎮市區。
由於地理位置鄰近臺北市，交通建設發展甚早，戰後隨著工商業的發展，且居南北往來交通要道，促使三重區由農業社會，轉型成為工商業發達的衛星都市。而在快速工業化與都市化的背景下，三重區除了原有的清代引入的原鄉神祇以外，尚有多個1960年代後由中南部移民建立的廟宇，形成廟宇眾多的特殊景觀。境內的新北大都會公園、空軍三重一村、先嗇宮為主要的觀光景點。

## 歷史

### 地名由來
三重區舊名「三重埔庄」，係清乾隆年間先民沿淡水河由上游至下游開發，依闢地先後為頭重埔（或稱頭前，今屬新莊區）、二重埔、三重埔等地，二重埔、三重埔即今之三重區。

### 開發
清朝咸豐年間，因為淡水河上游帶來大量的泥沙，淤積河床、河床漸高，船隻航行不方便，開發的重心逐漸由新莊轉到下游的二重埔和三重埔地區。其中三重埔因具地利之便，藉由淡水河東岸的大稻埕取代上游新莊和艋舺的地位，以三重的橋頭港與大稻埕的大橋町渡為兩地往來的重要渡口，帶動三重埔的發展，商業日益興盛，使三重迅速發展為熱鬧的城鎮，並逐步聞名於北部地區。
光緒十五年劉銘傳擔任福建臺灣巡撫台灣首任巡撫時，為了鐵路交通，曾於三重與大稻埕之間搭起淡水鐵道木橋（透過鐵路的搭運往返，促進三重農產貨物的流通。淡水木橋橋基不穩，常為大水所毀，修不勝修。在日治時期決定將鐵路改道，自此三重的鐵道走入歷史。
日本政府將此地規劃為洪泛區，並發展農牧業直至1960年代。後因輕工業發展，該地大量工廠進駐，故政府調整過往的防洪政策而開鑿二重疏洪道。

### 文藝產業
三重區在以往是著名的戲院與唱片音樂發展繁榮處之一，在1960至1980年代，唱片業的蕈集以及流行音樂的開發，連帶使得鄰近的學校學童獲得耳濡目染的機會。尤其是幾乎被唱片廠包圍的三重國小，先後孕育了林英美、黃香蓮、江蕙、鳳飛飛、鄧麗君、江淑娜、田路路、夏心、藍心湄等知名影歌星。氣質非凡的林青霞則出自三光國小，她和司馬玉嬌、陳淑芳、井莉，以及台灣第一位女導演陳文敏和後來的王小棣導演等，也都是金陵女中的校友。在當年三重被視為是影視文化事業的發展重心。
在戲院發展方面，著名的天台戲院（現今的天台廣場）、幸福戲院、金國戲院是當年娛樂事業的文化圈中心。
三重也曾經是全台灣「黑膠唱片」的發源地，在1960到1980年代間，當時全台灣有9成唱片，都是在三重壓製的。

### 行政區演變
| 公元           | 年號／紀年       | 隸屬行政區域                   | 台灣行政區制度                                 |
| -------------- | ---------------- | ------------------------------ | ---------------------------------------------- |
| 明鄭時期       |                  |                                |                                                |
| 1662年         | 永曆16年         | 承天府天興縣                   | 一府二縣                                       |
| 1664年         | 永曆18年         | 天興州                         | 二州                                           |
| 清治時期       |                  |                                |                                                |
| 1684年         | 康熙23年         | 台灣府諸羅縣                   | 隸屬福建省一府三縣                             |
| 1723年         | 雍正元年         | 台灣府淡水廳興直堡             | 隸屬福建省一府四縣二廳                         |
| 1812年         | 嘉慶17年         | 台灣府淡水廳興直堡三重埔       | 隸屬福建省一府四縣三廳                         |
| 1875年         | 光緒元年         | 台北府淡水縣興直堡三重埔       | 隸屬福建省二府八縣廳                           |
| 1887年         | 光緒15年         | 台北府淡水縣興直堡三重埔       | 台灣省三府一直隸州十一縣四廳時期               |
| 日治時期       |                  |                                |                                                |
| 1895年6月      | 明治28年6月      | 台北縣興直堡三重埔             | 三縣一廳 →一縣二民政支部一廳 →三縣一廳         |
| 1897年         | 明治30年         | 台北縣新莊辦務署興直堡三重埔   | 六縣三廳                                       |
| 1898年         | 明治31年         | 臺北縣三角湧辦務署興直堡三重埔 | 三縣四廳                                       |
| 1901年         | 明治34年         | 台北廳新莊支廳興直堡三重埔     | 二十廳                                         |
| 1909年         | 明治42年         | 台北廳新莊支廳二重埔區長役場   | 十二廳                                         |
| 1920年         | 大正9年          | 台北州新庄郡鷺洲               | 五州二廳 →五州三廳                             |
| 民國時期       |                  |                                |                                                |
| 1945年12月     | 民國34年12月     | 臺北縣新莊區鷺洲鄉             | 八縣九省轄市一局                               |
| 1947年4月1日   | 民國36年4月1日   | 臺北縣新莊區三重鎮             | 八縣九省轄市一局                               |
| 1950年8月      | 民國39年8月      | 臺北縣三重鎮                   | 十六縣五省轄市一局                             |
| 1962年4月1日   | 民國51年4月1日   | 臺北縣三重市                   | 十六縣五省轄市一局 →二直轄市十六縣五省轄市     |
| 2010年12月25日 | 民國99年12月25日 | 新北市三重區                   | 五直轄市十二縣三省轄市 →六直轄市十一縣三省轄市 |

## 地理

### 位置
三重區位於臺北盆地的中心，西連新莊區，北接蘆洲區及五股區，東隔淡水河與臺北市大同區為界，南臨大漢溪與板橋區相望。全境大致呈現東北－西南走向的菱形廣闊平地:14。

### 人口
根據新北市政府民政局及內政部戶政司統計，2024年底三重區戶數約16.6萬戶，人口約38.3萬人，人口密度每平方公里約2.3萬人，是新北市人口第四多、人口密度第四高的行政區，也是臺灣人口第六多、人口密度第六高的鄉鎮市區。區內人口最多與最少的里分別是過田里與大德里，2024年底兩里人口分別為9,750人與803人。

## 政治

### 歷任行政首長
| 屆次 | 姓名   | 任期                          | 備註     |
| 1    | 楊義德 | 2010年12月25日－2011年2月16日 | 代理     |
| 1    | 楊義德 | 2011年2月17日－2015年3月30日  | 官派首任 |
| 2    | 劉來通 | 2015年3月31日－2015年6月14日  | 代理     |
| 2    | 劉來通 | 2015年6月15日－2020年6月9日   |          |
| 3    | 陳奇正 | 2020年6月10日－2023年1月31日  |          |
| 4    | 王坤南 | 2023年1月31日－               | 現任     |

### 區政組織

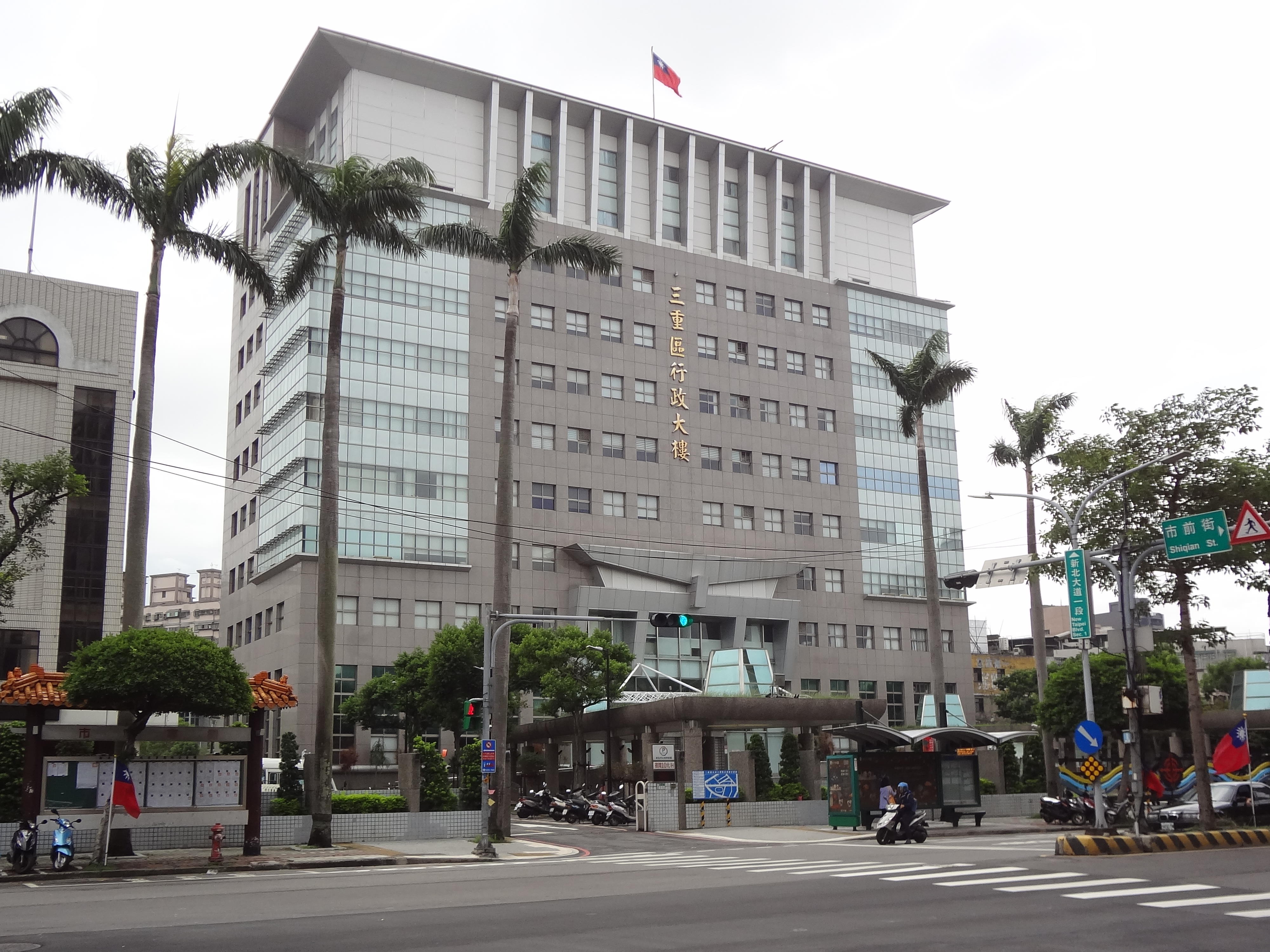
三重區行政大樓

三重區公所是新北市政府在三重區的派出機關，在中華民國政府架構中為市政府綜理區政的執行機關，上級業務監督機關為新北市政府。区长由市長任命，其任期為無任期保障。在區長、副區長及主任秘書之下，設有5課4室等9個內部單位。

### 行政區
現今三重區行政範圍的確立，來自於1947年4月1日，由鷺洲鄉（今蘆洲區）獨立出來，升格為三重鎮，屬臺北縣新莊區，全鎮劃分為二重里、五谷里、德厚里、過田里、同安里、福祉里、菜寮里、光榮里、福利里、清和里、永興里、大園里、錦通里、光華里、大德里、開元里、長泰里、六合里、厚德里、永安里、溪美里、慈化里等22個里。1950年8月16日，裁撤區署，三重鎮改直隸於臺北縣。1962年4月1日，三重鎮改名「三重市」:41。2010年12月25日，臺北縣改制為直轄市，三重市改制為市轄區「三重區」，隸屬新北市。
三重區共轄119個里，依照改制前的三重市民代表會選區劃分，可將全區分為5個區域:51，其行政區域分布情形為：
| 次分區 | 里名   | 里名   | 里名   | 里名   | 里名   | 里名   | 里名   | 里名   | 里名   | 里名   | 里名   | 里名   | 里名   |
| ------ | ------ | ------ | ------ | ------ | ------ | ------ | ------ | ------ | ------ | ------ | ------ | ------ | ------ |
| 中區   | 錦江里 | 龍濱里 | 承德里 | 順德里 | 萬壽里 | 介壽里 | 奕壽里 | 秀江里 | 龍門里 | 瑞德里 | 崇德里 | 尚德里 | 維德里 |
| 中區   | 厚德里 | 三安里 | 安慶里 | 福安里 | 信安里 | 幸福里 | 六合里 | 立德里 | 六福里 | 培德里 | 永德里 | 永煇里 | 永發里 |
| 東區   | 永盛里 | 永吉里 | 永安里 | 永豐里 | 永福里 | 永清里 | 永順里 | 溪美里 | 福隆里 | 五常里 | 五福里 | 仁忠里 | 慈福里 |
| 東區   | 慈生里 | 慈惠里 | 慈愛里 | 慈化里 | 慈祐里 | 富福里 | 五華里 | 碧華里 | 福樂里 | 仁華里 | 五順里 | 富貴里 | 富華里 |
| 南區   | 菜寮里 | 光明里 | 光正里 | 永春里 | 中正里 | 吉利里 | 大同里 | 中民里 | 平和里 | 大安里 | 同安里 | 同慶里 | 忠孝里 |
| 南區   | 仁德里 | 仁義里 | 光榮里 | 光輝里 | 福星里 | 福利里 | 清和里 | 永興里 |        |        |        |        |        |
| 西區   | 過田   | 錦田   | 三民里 | 田安里 | 田心   | 田中里 | 福田   | 二重里 | 博愛里 | 大有里 | 光田   | 光陽里 | 重明里 |
| 西區   | 福祉里 | 福德里 | 福民里 | 成功里 | 德厚里 | 谷王里 | 五     | 頂崁里 | 中興里 |        |        |        |        |
| 北區   | 重陽里 | 中山里 | 國隆里 | 大園里 | 民生里 | 自強里 | 正安里 | 正義里 | 正德里 | 重新里 | 文化里 | 中央里 | 雙園里 |
| 北區   | 錦通里 | 錦安里 | 光華里 | 長安里 | 長生里 | 大德里 | 開元里 | 長元里 | 長江里 | 長泰里 | 長福里 |        |        |

### 選區立法委員
因自中華民國第七屆立法委員改制，三重市單獨選出一名立法委員（當時為台北縣第三選區）即新北市第三選區、坊間俗稱為「三重選區」（指的是包含二重里等103個里），及三重市東區富貴里、碧華里、仁華里、永清里、永順里、富福里、慈化里、慈惠里、慈愛里、永福里、慈生里、慈福里、慈祐里、富華里、五福里等16里另與蘆洲市（今蘆洲區）、五股鄉（今五股區）合併為新北市第二選區另選出一名立法委員，但該選區主要位於當時的蘆洲市內，故不另表。
| 屆次 | 姓名   | 黨籍       | 就任時間      | 卸任時間       | 備註 |
| ---- | ------ | ---------- | ------------- | -------------- | ---- |
| 7    | 余天   | 民主進步黨 | 2008年2月1日  | 2012年1月31日  |      |
| 8    | 高志鵬 | 民主進步黨 | 2012年2月1日  | 2016年1月31日  |      |
| 9    | 高志鵬 | 民主進步黨 | 2016年2月1日  | 2018年12月26日 | 解職 |
| 9    | 余天   | 民主進步黨 | 2019年3月21日 | 2020年1月31日  | 補選 |
| 10   | 余天   | 民主進步黨 | 2020年2月1日  | 2024年1月31日  |      |
| 11   | 李坤城 | 民主進步黨 | 2024年2月1日  | 现任           |      |

### 警政
- 新北市政府警察局三重分局
  - 三重分局交通分隊
  - 三重派出所
  - 慈福派出所
  - 厚德派出所
  - 長泰派出所
  - 大同派出所
  - 光明派出所
  - 二重派出所
  - 永福派出所
  - 大有派出所
  - 中興橋派出所
  - 重陽派出所

## 經濟

### 企業總部
- 台灣三花棉製業：以生產襪子、平口褲為主要業務的紡織業者，總部位於新北大道二段。
- 饗樂餐飲（Q Burger）：連鎖西式早午餐品牌，總部位於中興北街238號。
- 群光電子：知名電腦3C設備製造與銷售公司，總部位於光復路二段69號。
- 大西洋飲料：知名飲品蘋果西打為其企業產品，總部位於重陽路三段99號10樓。

### 市場
- 三重果菜市場 (預計將遷建至蘆洲，並納入蘆洲北側銀河灣計畫，都市計畫現由內政部都委會專案小組審議中)
- 溪尾市場
- 三重示範魚市場
- 三重區農會
- 頂崁工業區
- 湯城園區
- 三重龍門市場
- 公園街傳統市場
- 三和夜市
- 正義市場
- 大同市場
- 光明市場
- 中央市場
- 重新市場
- 三重文化北路小吃街
- 豆干厝：根據三重耆老描述與新聞內容，此名稱的來源說法有三種（僅供參考）：一種說法是當時早期大陸福建省同安縣移民到三重同安厝時，把同安厝的鄉音聽成「豆干厝」；第二種說法就是指早期1961年在三重埔興盛的「特種行業」；第三種說法就是指同安厝排列方正很像「豆干」的違章建築（但違建未必與風化區有關聯）。[18]
- 大台北農產品批發地（原三重市龍門市場）
- 重新橋觀光市集（俗稱重新橋跳蚤市場）
- 蘆洲水流公集合攤販：位於三重區永安北路、仁勇街、集勇街與蘆洲區重陽街、重陽二街，因地處三重與蘆洲交界處，加上販售生鮮蔬果、肉品、海鮮及雜貨五金等眾多品項，多年來是三重蘆洲一帶民眾採購物資的好所在。[19]

### 金融業
- 臺灣銀行
- 臺灣土地銀行
- 合作金庫商業銀行
- 第一商業銀行
- 華南商業銀行
- 彰化商業銀行
- 兆豐國際商業銀行
- 臺灣中小企業銀行
- 玉山商業銀行
- 台新國際商業銀行
- 國泰世華商業銀行
- 中國信託商業銀行
- 台北富邦商業銀行
- 永豐商業銀行
- 聯邦商業銀行
- 元大商業銀行
- 臺灣新光商業銀行
- 陽信商業銀行
- 板信商業銀行
- 台中商業銀行
- 上海商業儲蓄銀行
- 凱基商業銀行
- 安泰商業銀行
- 華泰商業銀行
- 遠東國際商業銀行
- 日盛國際商業銀行
- 花旗(台灣)商業銀行
- 星展(台灣)商業銀行

## 文化

### 活動慶典
- 三重大拜拜（又稱為「三重埔大拜拜」）：每年到了農曆四月二十五日，固定會在三重舉辦的大型宗教盛事，源自先嗇宮的神農大帝生日。
- 每當國慶日或是大稻埕煙火節，想觀賞的人們都會聚集在河堤邊光賞美麗煙火。因為煙火釋放地點與三重區相當近，所以三重區靠近河岸的居民們可以在自家觀賞美麗煙火，或是待在大廈頂樓觀賞，幾乎不需要到河堤邊人擠人，相當方便。例如2010年10月9日的新北大橋煙火秀，因為隔天的雙十國慶日煙火，以及新北大橋的完工，所加開一小段的煙火秀。

### 媒體

#### 廣播電台
- 綠色和平廣播：位於三重區重新路四段。
- 國立教育廣播電臺台北調幅發射台：位於三重區成功路[20]。
- 中華廣播公司：位於三重區河邊北街。
- 北部調頻廣播股份有限公司：位於三重區興德路。

#### 有線電視
- 天外天有線電視
- 全聯有線電視
- 全國數位有線電視
- 資料來源：台灣有線電視業者列表

#### 電影公司
總部皆位於三重區重新路2段78號7樓（天台廣場）
- 美國環球影片台灣分公司
- 美商廿世紀福斯影片台灣分公司
- 华纳兄弟(遠東)台灣分公司
- 派拉蒙影片台灣分公司
- 甲上娛樂台灣分公司

#### 唱片公司
- 歌林天龍音樂 (歌林唱片)：曾經培養過許多知名歌星藝人的唱片公司，例如鄧麗君、鳳飛飛、金瑞瑤、林慧萍、劉文正、徐乃麟、高凌風、李茂山、張宇、楊宗憲、吳宗憲等等...末代總部位於三重溪尾街歌林科技大樓內，2007年10月，歌林天龍音樂改組為「歌林數位影音股份有限公司」（Kolin DigiAV Inc.），退出唱片市場；2011年12月22日，歌林數位影音解散。

#### 戲院
- 金國戲院：1956年開幕，2010年9月1日結束營業。
- 國園戲院：1968年開幕，1996年5月24日結束營業。
- 幸福戲院 (幸福電影城)：1970年開幕，2018年6月4日結束營業。
- 天台影城 (天台戲院)：1952年開幕，是三重地區目前唯一仍營業中的大型影城。

## 教育
三重區早期是農墾社會，文風較為不盛，除了府縣儒學及書院之外，民間書房多為聘請私家教師，教授內容多是與科舉有關的四書五經及古文詩賦。日本治臺後，廢除清代教育制度，教授漢文化的處所多為民間書房，嗣後隨著皇民化政策的推動，書房與私塾逐漸沒落:176。戰後隨著三重區的經濟發展由農業逐漸轉為工業，外來人口的湧入促使教育資源需求增加，各級學校陸續成立。三重區現有公私立高級中學7所，分別為新北市立新北高級中學、新北市立三重高級中學（附設國中部）、新北市私立金陵女子高級中學（附設國中部）、新北市私立格致高級中學（附設國中部）等4所普通型高級中等學校，以及新北市立三重高級商工職業學校、新北市私立穀保高級家事商業職業學校、新北市私立東海高級中學等3所技術型高級中等學校:223－238。其他公立教育機構計有新北市立明志國民中學、新北市立光榮國民中學、新北市立碧華國民中學、新北市立三和國民中學、新北市立二重國民中學等5所國民中學:215－223，新北市三重區二重國民小學、新北市三重區三重國民小學、新北市三重區三光國民小學、新北市三重區正義國民小學、新北市三重區厚德國民小學、新北市三重區修德國民小學、新北市三重區興穀國民小學、新北市三重區光興國民小學、新北市三重區碧華國民小學、新北市三重區光榮國民小學、新北市三重區永福國民小學、新北市三重區五華國民小學、新北市三重區重陽國民小學、新北市三重區集美國民小學等14所國民小學:181－215。原有新北市私立清傳高級商業職業學校等1所技術型高級中等學校，已決議自111學年（2022年）8月起停招，並於2024年6月正式停辦。

### 圖書館

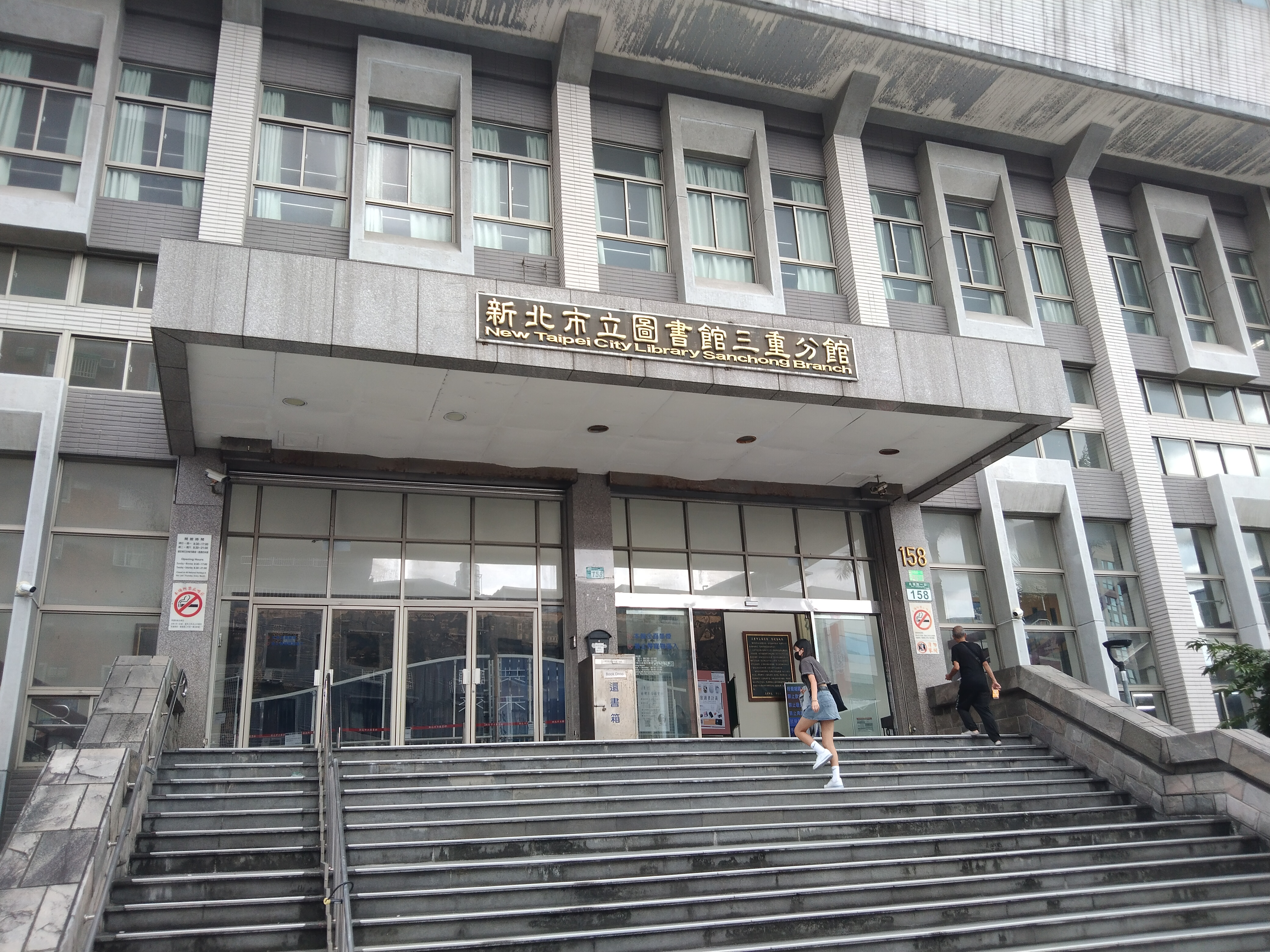
新北市立圖書館三重分館

- 新北市立圖書館三重分館 (前身為三重市中正堂，建立於1974年，是昔日三重地區建築的代表作)
- 新北市立圖書館三重田中分館
- 新北市立圖書館三重五常分館
- 新北市立圖書館三重崇德分館
- 新北市立圖書館三重東區分館
- 新北市立圖書館三重南區分館
- 新北市立圖書館三重培德分館
- IReading三重智慧型借還書站：為新北市立圖書館設立，位於機場捷運三重站（A2）站，只要先在網路預約圖書，再持圖書館借閱證，就可在智慧站取書，現場也精選多本旅遊書供借閱，匆匆出國來不及到館還書，也能在此還書。*自2024年1月1日起，關閉線上預約取書據點功能，僅提供現場自助借還書功能。
- 新北市立圖書館三重兒童親子分館：位於三重區重新路五段611號，由冠德企業捐贈給新北市政府的公益圖書館，是新北市第一座都更公益回饋圖書館，2025年7月4日起開館啟用。

### 閱覽室
- 後竹圍親子館
- 中興閱覽室（因移交新北市政府體育處規劃為體健中心用途，已對外停止服務）
- 光興閱覽室
- 大同閱覽室（因移撥給新北市政府社會局設立公共托育中心，自2020年1月1日起永久對外停止服務）
- 三德閱覽室
- 龍濱閱覽室
- 菜寮閱覽室
- 慈生閱覽室
- 永福閱覽室
- 五華閱覽室
- 過圳閱覽室
- 重陽閱覽室
- 六合閱覽室
- 福田閱覽室
- 興華閱覽室
- 永豐閱覽室
- 慈愛閱覽室
- 後竹圍閱覽室
- 六張閱覽室（因籌備改建為公托中心，已對外停止服務）
- 永盛閱覽室
- 聯邦閱覽室
- 開元閱覽室（因改建為健身中心，已對外停止服務）
- 二重埔閱覽室（於2020年7月6日啟用）

#### 社會教育
- 新北市三重社區大學
- 新北市蘆荻社區大學-三重永福國小校區
- 松年大學三重分校
- 新北市樂齡學習示範中心
- 新北市三重區老人會
- 新北市三重區正義社區發展協會
- 財團法人台北市立慈善基金會（新北市三重溪美公共托老中心）
- 新北市三重區鶴齡協會

## 醫療與社福

### 醫療院所

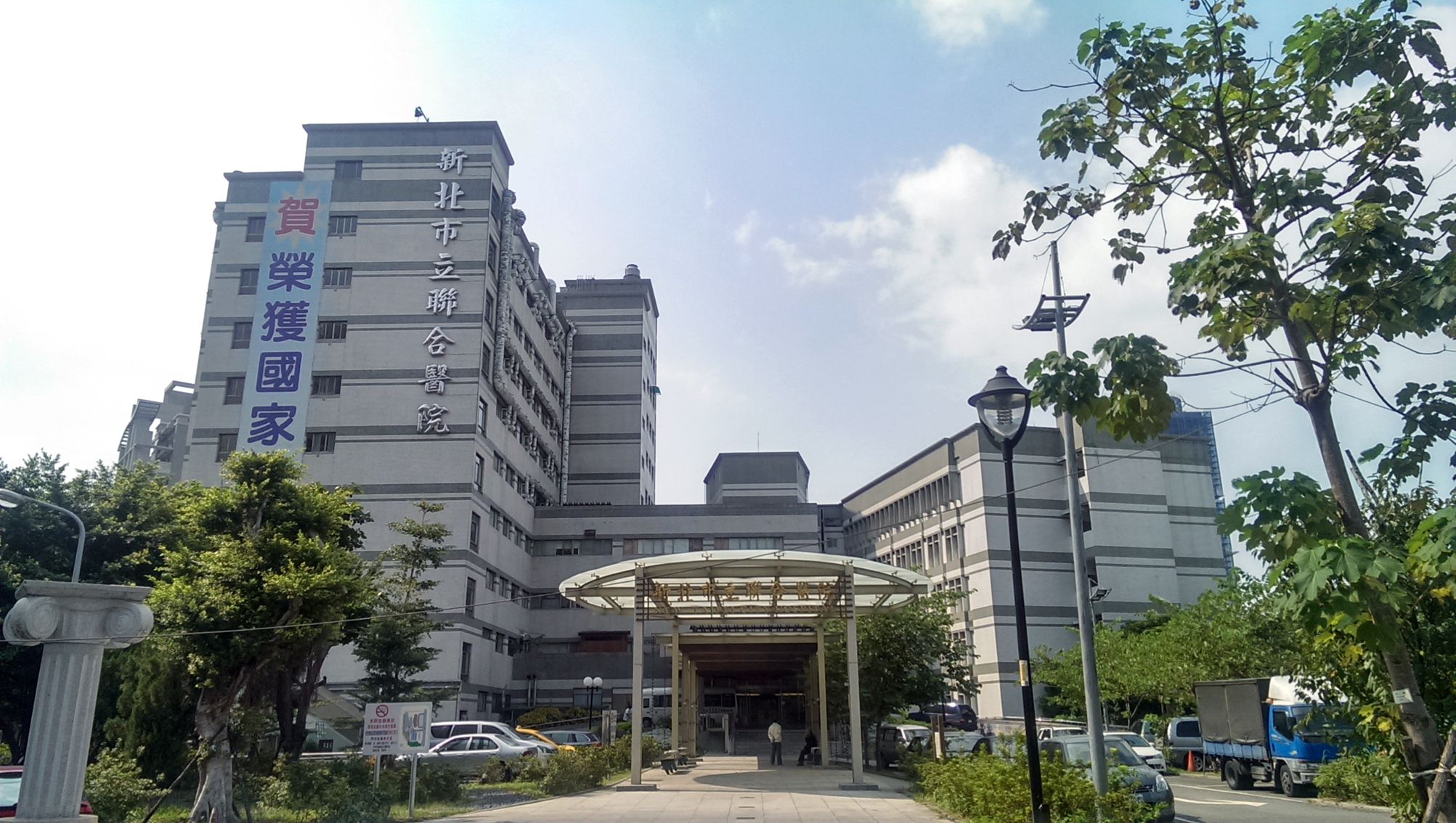
新北市立聯合醫院 三重院區 （另一院區位於板橋區）

公立醫療單位及醫院
- 新北市三重區衛生所（页面存档备份，存于）
- 新北市立聯合醫院（三重院區）
- 新北市立聯合醫院三重院區急重症大樓：2015年12月正式啟用

私立醫療單位及醫院
- 祐民醫院：已與宏仁醫院合併，2024年1月5日已全面搬遷至三重區水漾路一段158號，三重捷運站旁，重新路上原舊址已停業。
- 宏仁醫院：2024年1月5日已全面搬遷至機場捷運三重站（A2）旁 （三重區水漾路一段158號），新院區已於2017年10月動工，並整併祐民醫院，新院區目標將著重在發展國際醫療，選址方便國際旅客交通接駁，並擁有高規格的教學醫院等級的醫療設備，醫院未來將打造成「新北小榮總」，服務三蘆地區廣大民眾，三和路上原舊址已停業。[26]
- 中興醫院
- 正義北路（診所街）：短短幹道上有近乎百間的診所與藥局
- 全民醫院 （原為蘆洲全民醫院，2023年8月7日喬遷至三重區三和路四段103-2號）

### 社福機構
- 三重區公所-社會人文課
- 三重區社會福利服務中心（三重社會福利大樓）：位於溪尾街
- 三重五華日間照顧服務中心：新北市政府委託財團法人第一社會福利基金會辦理的中心-位於五華街7巷30號（五常圖書館的樓下），2014年10月正式成立啟用，服務對象為設籍新北市15-64歲的身心障礙者。
- 新北市愛新發展中心：新北市政府委託財團法人第一社會福利基金會辦理的中心-位於三重區光復路二段。

## 交通
三重區與台北市只有一河之隔，是新北市進入臺北市的必經通道之一。又正好位於大臺北地區的偏中心位置，加上三重區四周有九座橋樑，其中六座聯外，又被稱作如九爪章魚般的交通要地。（九座橋順時針分別為重陽橋、淡水河橋、台北橋（全臺車流量第一）、忠孝橋（全臺車流量第二）、中興橋、新北大橋（銜接重翠大橋後連結至板橋區）、重翠大橋(三重區與板橋區連結)、重新橋（未聯外）、辰光橋（景觀橋未聯外）、中山橋（新北大道未聯外））三重區特色在於地理環境的優越，屬於淡水河左岸、面對台北市的凸岸地形，因此有廣大腹地連接台北市，造就其成為著名的通勤城市之一。在實際面上表現於汽機車、公車、客運車流量，在三重市區中行駛的公車多達80幾線、客運則將近20線。主要道路方面，重新路、正義北路與三和路是三重區歷史最久的主要幹道，短短的幹道上，商店百貨林立，連鎖餐廳、服飾店、商務旅館、銀行和醫療診所密集，車水馬龍。

### 鐵路運輸
台北捷運

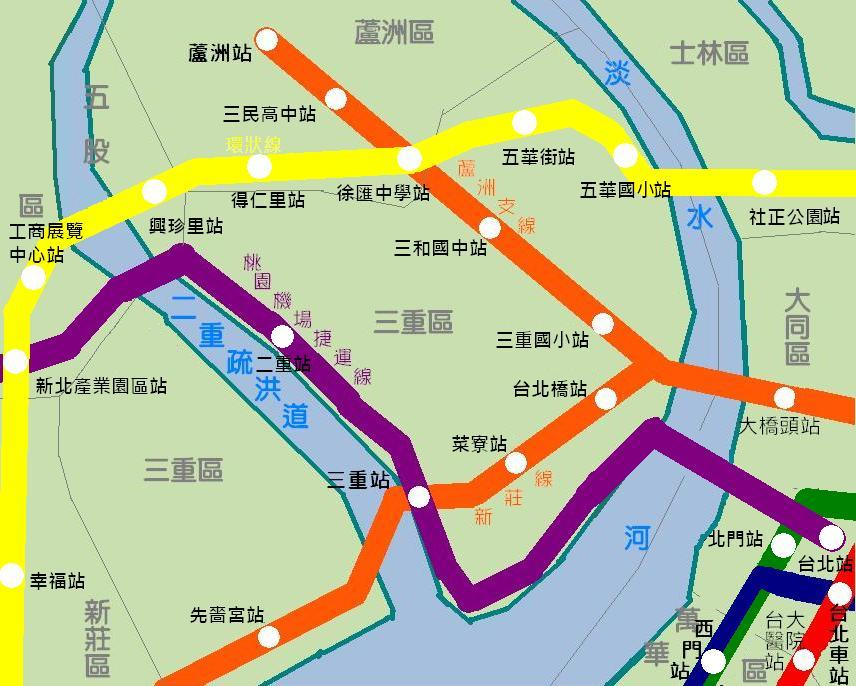
三重地區主要捷運站位置

- 中和新蘆線蘆洲線：三重國小站 - 三和國中站
- 中和新蘆線新莊線：台北橋站 - 菜寮站 - 三重站 - 先嗇宮站
- 環狀線：分子尾站 – 重陽橋站（興建中）

桃園捷運
- 機場線：三重站－二重站（規劃中）

新北捷運
- 五股泰山輕軌：分子尾站

### 公路交通
高速公路
- 中山高速公路
  - 27 三重三重交流道

快速道路
- 台64線
  - 15 三重三重交流道：可連接
- 新北環河快速道路

省道
- 台1線
- 台1甲線

市道
- 市道103號
- 市道103甲線
- 市道104號
- 市道108號

區道
- 北62線
- 北65線
- 北66線
- 北67線

市區街道（主要道路）
- 重新路－貫穿三重市中心全境，是新莊、台北地區來往最重要道路，亦為台一甲線，道路底下有台北捷運新莊線通過。重新路上有許多百貨廣場、餐館咖啡廳聚集，是三重商業區中的主要道路之一，知名的天台廣場、家樂福重新店設置於此（重新路五段連接新莊中正路）。
- 三和路－因連接三重埔到和尚洲而得名（各取一個字），三重通往蘆洲主要道路，底下有台北捷運蘆洲線通過，上面有三和國中站和三重國小站，亦為 市道103號；三和路四段底有徐匯廣場，但不隸屬於三重。（位於蘆洲區中山一路）。
- 重陽路－ 市道104號，通往三重交流道的主要道路。
- 光復路－二重地區主要道路，貫穿頂崁科技廠辦大樓與眾多商業大樓（群光電子總部大樓）。
- 集賢路－三重重陽住宅區內主要道路，連結蘆洲區，蘆洲境內的集賢路上有許多的商旅、飯店聚集。同時是連結蘆洲以及透過重陽橋連結士林的重要道路。
- 正義路（分南北路）－三重主要商圈所在。
- 中正路（分南北路）－田心地區主要道路，也是通往五股的必經道路，亦為市道108號。
- 中央路（分南北路）－三和夜市所在道路，中央南路原為「重新路」（部分路段），1951年9月改編為中央南路。白天時是市場，到了夜晚時成為人聲鼎沸的夜市[27]。
- 文化路（分南北路）－三和路往重新路的捷徑之一；小吃美食店眾多的路段；值得注意的是，文化北路連接台北捷運新莊線台北橋站及蘆洲線三重國小站之道路，全長約900公尺。
- 重安街、過圳街－上方有台一線高架道路，是通往新莊、臺北市另一條重要道路。
- 新北大道－為三重區重要的市政中心道路，大道上有行政中心、市立醫院、三重郵局（責任中心郵局）、綜合運動公園等大型公共設施，與台一線高架道路連接，亦為三重通往新莊與泰山的主要道路之一。（前身為三重市中山路）
- 忠孝路－呈半圓弧狀連接田心地區和正義北路。
- 成功路－連接中興橋與重新橋，三重通往萬華與新莊的主要道路，是三重區境內最短的一條主幹道。
- 龍門路－原為龍門二街[28]，三重通往環河北路和台北的捷徑之一，著名介壽商場，以及全台知名的北港龍門生炒鴨肉羹店，即設置於此。
- 集美街－三重境內的住宅精華地段（集美住宅區），市立三重高中、市立集美國小、玫瑰公園、三重社教館、三重運動中心皆設置於此。
- 仁愛街－連接三和路四段、自強路四段、溪尾街，因仁愛街被中山高速公路攔腰成兩段，未來將改名為「仁愛南街」和「仁愛北街」(本案自2012年民眾抱怨上新聞，一直到2024年3月為止，負責更改路名的相關單位，並無任何改名計畫或進度。)[29]。
- 捷運路－原為福音街、朝陽街26巷、朝陽街29巷，後改為捷運路，乃機捷沿線重要道路[30]。
- 五華街－三重通往蘆洲的另一捷徑，各式店家林立，商業密集度高，且本路段的店鋪在空租後幾乎都能相對快速找到承租方，統計而言零售活躍程度高。[31]
- 仁義街－早期為農業區，向北過了高速公路涵洞地段，各式工廠與資源回收林立。至2015年開始整地規劃並動工建設，此地段將成為未來的三重新重劃區。
- 力行路－「力行路地下道」亦為三重蘆洲往來疏通車流捷徑之一。三重果菜批發市場、新海瓦斯公司皆設立於此。

公有停車場
| 名稱               | 地理位置                 | 車位數量 |
| ------------------ | ------------------------ | -------- |
| 中山立體停車場     | 新北大道1段6號           | 415      |
| 三重區公所附設停車 | 新北大道一段11號         | 79       |
| 光明區場地下停車場 | 重安街70號B1             | 72       |
| 重新區場地下停車場 | 重新路一段87-6號B1       | 24       |
| 中山段停車場       | 重陽路二段至環河北路     | 286      |
| 重安段停車場       | 重新路三段至環河南路     | 195      |
| 聯邦地下停車場     | 中華路125號              | 193      |
| 正義地下停車場     | 雙園街1號                | 189      |
| 龍門地下停車場     | 公園街32號               | 408      |
| 五常地下停車場     | 五華街7巷30號            | 80       |
| 三張地下停車場     | 大智街188號              | 298      |
| 玫瑰平面停車場     | 集美街57號               | 184      |
| 重新機械塔停車場   | 重安街特1號              | 322      |
| 力行平面停車場     | 永福街10巷7號            | 168      |
| 溪美立體停車場     | 自強路四段55號           | 360      |
| 三重停八平面停車場 | 五谷王北街與興德路交叉口 | 36       |
| 碧華國小地下停車場 | 碧華街294巷              | 256      |
| 三重商工地下停車場 | 力行路1段88號            | 498      |

### 橋梁
三重區與蘆洲區東西兩側〈和五股區更寮里、興珍里的東半邊的西側〉分別為淡水河與二重疏洪道包圍，形同一塊陸島。因此與周圍的地區多以橋樑相通，故有「九橋之都」的美譽。
- 重陽橋：連接三重區與士林區，跨越淡水河。名稱來源有兩種，其一乃取自中文重陽節的重陽之意、其二是其連結三重與陽明山管理局地區，故稱重陽。
- 中山高速公路（東段淡水河橋）
- 台北大橋：俗稱「台北橋」，屬於省道台1甲線，連接三重區與大同區民權西路，跨越淡水河最狹窄之處，是全臺灣車流量最大的橋樑，更是大臺北地區大量通勤族的交通要道之一，台北橋每到上下班時間，就會出現的「機車瀑布」景象，不但是全台聞名，曾多次登上國際新聞版面，更是舉世聞名，2018年，一張「台北橋機車瀑布」的照片，更獲選為《國家地理雜誌》「國家地理年度旅行攝影師大賽」作品而爆紅。
- 忠孝橋：連接三重區與臺北車站、西門町，跨越淡水河，此橋東向可以直接連上市民大道通往臺北市大部分地區，西向可經中山高架銜接中山橋，並可通往新莊、五股、泰山...等區。乃全臺灣車流量第二大的橋樑。
- 中興橋：連接三重區與萬華區，跨越淡水河，是早期三重萬華發展的主要交通要道。
- 新北大橋：跨越二重疏洪道，連接重翠大橋跨越大漢溪可至板橋區，為新北環河快速道路的一部份。
- 重翠大橋：連接三重區與板橋區江子翠地方，跨越大漢溪。
- 重新橋：連接三重埔與二重埔（接近新莊區）的重要橋梁，跨越二重疏洪道。
- 中山橋：跨越二重疏洪道，西向經中山高架段可連結新莊區、泰山區，東向則可延伸至忠孝橋，為新北大道的一部份。

其中除前五座橋跨淡水河外，新北大橋與最後兩座跨二重疏洪道，重翠大橋為三重唯一跨大漢溪的橋梁。蘆洲區境內因為沒有橋樑直接通往臺北市，所以前往臺北市必須經由三重區前往。
- 辰光橋：為新北市第五座景觀橋，是專為行人與單車族打造的景觀橋，位於三重大台北都會公園幸福水漾園區(機場捷運三重站旁)，已於2018年12月18日正式啟用。

- 連接台北市與三重的台北大橋（台1甲）
- 三重區內的新北大橋夜景
- 連接台北市與三重的忠孝橋（台一線）
- 連接士林區與三重區的重陽大橋（三重區位於照片右下方）

### 公車客運
大台北聯營公車
※以下公車車號有停靠三重地區的公車站
| 客運公司             | 公車編號 |
| -------------------- | --- |
| 首都客運 與 指南客運 | 首都客運： - 聯營 39（三重－臺北車站） - 新北 62（三重－東園） - 聯營 211（二重－捷運麟光站） - 聯營 226（三重－吳興街） - 聯營 235（新莊－國父紀念館） - 聯營 292（二重－捷運麟光站） - 聯營 292副線（二重－捷運麟光站）※經通化街 - 聯營 539（三重－馬偕醫院） - 聯營 618（新莊－士林） - 聯營 621（二重─捷運台大醫院站）※例假日停駛 - 聯營 662（三重─一女中） - 聯營 663（新莊─國父紀念館） - 聯營 669（三重─市政府） 指南客運： - 801（五股─松山機場） - 803（五股─松山機場） - 933（三重－動物園） |
| 三重客運             | - 111（新莊─陽明山）※假日休閒公車，僅例假日行駛 - 221（蘆洲－台北車站） - 225（蘆洲－民生社區） - 225區間車（蘆洲－松山機場） - 忠孝幹線（蘆洲－松山車站）※原232副線 - 232（蘆洲－捷運善導寺站） - 232快速公車（蘆洲－松山車站）※經國道一號高速公路、建國高架道路 - 261（蘆洲－臺大醫院） - 299（輔仁大學─永春高中）※與大都會客運聯營 - 306（蘆洲－凌雲五村） - 508（泰山公有市場－惇敘工商） - 508區間車（蘆洲站－大同之家） - 513（輔仁大學－捷運台大醫院站） - 520（新北產業園區─捷運民權西路站） - 617（泰山－內湖）※08:00至21:30班次駛入三總 - 617副線（泰山－內湖）※08:00至21:30班次駛入三總 - 622（泰山─捷運中山站志仁高中） - 635（迴龍─台北） - 636（迴龍─圓環） - 637（五股─台北） - 638（五股泰山明志路─捷運南京復興站） - 639（樹林－北門） - 640（五股─捷運台大醫院站） - 641（五股坑─台北車站） - 704（八里─北門） - 783（五股－臺北北門經新泰路）※原公路客運1203 - 785（觀音山－臺北北門）※原公路客運1205 - 806（蘆洲─板橋）※與台北客運聯營 - 811（蘆洲─聯合醫院中興院區） - 835（新北產業園區─捷運台大醫院站） - 857（淡海-板橋）※原公路客運1202 |
| 台北客運             | - 新北 264（捷運蘆洲站－板橋） - 新北 806（板橋─蘆洲）※與三重客運聯營 - 925*（蘆洲─林口）※經三和路三、四段各站與三重交流道往林口 |
| 中興巴士             | - 227（三重－永和） - 227區間車（三重－捷運民權西路站）※例假日停駛 - 616（泰山－天母） - 815（三重─故宮博物院） - 816（三重─捷運士林站） - 820（泰山－捷運民權西路站） - 933（三重－動物園） |
| 大都會客運           | - 14（蘆洲─臺北車站） - 274（蘆洲－臺北車站） - 299（新莊─永春高中）※與三重客運聯營 - 306（舊莊－蘆洲） - 306區間車（舊莊－臺北橋） - 508區間車（蘆洲－惇敘工商） - 652（新莊－內湖） |

捷運接駁公車
- 首都客運
  - 橘12（二重─捷運三重國小站）
  - 橘13（三重─五股）
  - 藍2（新莊─捷運西門站）
- 三重客運
  - 橘19（五股─三重）經三重區集賢路及三信路新北高中
  - 橘19副（五股─三重）經三重區集賢路及三信路新北高中
  - 橘25（蘆洲-捷運三重國小站）
  - 藍1（蘆洲─台北車站）
  - 紅9（蘆洲-捷運劍潭站）
- 大都會客運
  - 橘18（蘆洲─五華街）
  - 橘18福隆路（蘆洲─五華街）※繞駛福隆路

跳蛙公車
- 大都會客運
  - 捷運蘆洲站-內湖科技園區(經三重)，一日三班（含台北客運一班）由蘆洲單向發車。路線由新北市蘆洲行經國道1號至臺北市內湖區，途中停靠「捷運蘆洲站」、「捷運徐匯中學站」、「捷運三和國中站」、「格致中學（三和路）」、「麗寶大樓」、「公館山」、「瑞光路」、「仁寶大樓」及「基湖路口」站。交通局表示，「預估行駛時間為35分鐘，可大幅縮短蘆洲至內湖科技園區搭乘時間。」另享有與雙北公車及捷運雙向轉乘優惠，並可使用雙北公共運輸定期票搭乘。[32]
- 註：跳蛙公車是一種只停靠大站，不停靠小站的公車，專為通勤族，節省上班時間而設計的公車，通常只會在尖峰時段行駛。

免費社區巴士
- 二重線（页面存档备份，存于）
- 龍濱線（页面存档备份，存于）
- 永福線（页面存档备份，存于）

桃園市公車
- 亞通客運
  - 722（楊梅－捷運三重國小站）

國道客運
- 三重客運
  - 1212（公西－三重）※經林口、菜寮

- 國光客運－三重國光客運重陽站（地址：新北市三重區重陽路四段53號）
  - 1802（基隆－三重）※無停靠三重國光客運重陽站
  - 1803（基隆－中壢）※經臺北、三重、桃園
  - 1819（台北車站(國光)－桃園機場）(僅南下 有經重陽站) 桃園機場-台北 下重慶北路交流道
  - 1826（台北轉運站－台中）※經水湳
  - 1827（台北轉運站－台中）※經朝馬
  - 1828（台北轉運站－彰化）(僅南下 有經重陽站) 彰化-台北 下重慶北路交流道
  - 1829（台北轉運站－員林）※經彰化 (僅南下 有經重陽站) 員林-台北 下重慶北路交流道
  - 1830（台北轉運站－北斗）※經彰化、員林 (僅南下 有經重陽站) 北斗-台北 下重慶北路交流道
  - 1831（台北轉運站－南投）※經草屯
  - 1832（台北轉運站－埔里）※經草屯
  - 1833（台北轉運站－日月潭）※經埔里
  - 1834（台北轉運站－嘉義）(僅南下 有經重陽站) 嘉義-台北 下重慶北路交流道
  - 1836（台北轉運站－新營）※經嘉義 (僅南下 有經重陽站) 新營-台北 下重慶北路交流道
  - 1837（台北轉運站－台南轉運站）(僅南下 有經重陽站) 台南-台北 下重慶北路交流道
  - 1838（台北轉運站－高雄）※經朝馬、西螺(A線) (僅南下 有經重陽站) 高雄-台北 下重慶北路交流道
  - 1839（台北轉運站－屏東）(僅南下 有經重陽站) 屏東-台北 下重慶北路交流道

- 統聯客運－三重統聯客運重陽站（地址：新北市三重區重陽路四段91號）
  - 1610（台北轉運站－高雄）
  - 1611（台北轉運站－台南轉運站）
  - 1613（台北轉運站－屏東轉運站）
  - 1615（台北－彰化）

- 和欣客運－三重站（地址：新北市三重區重陽路四段71號）
  - 7500（台北轉運站－台南轉運站）
  - 7511（台北轉運站－台中港）
  - 7513（台北轉運站－高雄）

### 碼頭
- 忠孝碼頭[33]：忠孝碼頭在藍色公路內，其通航條件可以從淡水河口，延伸到新店溪、大漢溪下游。目前規劃汽機車停車場、自行車道、觀水花台座階及水岸步道等設施服務遊客；周邊河濱公園假日遊客多，未來將規劃自行車友休憩空間。

### 自行車租借站
財團法人自行車新文化基金會推廣自行車為主的休閒活動，在全台各地設置無數的自行車步道，讓台灣人一個健康休閒活動成為國民運動。
- 忠孝碼頭租借站：每周六、日及國定假日營業，共250輛車
- 二重租借站：平日、假日皆營業，共630輛車
- 辰光租借站：平日、假日皆營業

### 郵電
三重區郵政始於戰後時期，1955年8月1日，成立「三重郵局」，直屬臺灣郵政管理局。1956年2月改隸臺北郵局，更名「臺北郵局第十九支局」。1966年12月核定為「乙級支局」，1967年5月升為「甲級支局」，1980年9月配合郵政組織改制，改隸臺灣北區郵政管理局第十九支局，1981年1月升為「特級支局」，1990年2月改制為「三重郵局」，核定為「一等甲級郵局」。2003年1月再度配合郵政總局改制，成立「中華郵政股份有限公司三重責任中心局」，核定為「一等乙級郵局」，並增設臨時郵局、郵政代辦所、郵票代售處等。期間與其後配合三重區的工商業快速發展，先後設立支局服務三重區民，目前三重區內共有9間支局、2間郵票代售處及18間郵政代辦所。
三重區電信始於戰後時期，1969年9月1日，設立三重電信局，核定為二等甲局。之後歷經三次升格，1995年1月升為特等局。其轄區範圍包括三重區二重疏洪道以東部分、蘆洲區全部與五股區中山高速公路以北部分，並且設有三重一局、三重二局等2處交換局，二重疏洪道以西部分則隸新莊電信局管轄。1975年時三重區的電話用戶計有21,429戶，至1995年時已上升至172,344戶。

## 公共設施
政府單位
- 新北市三重區行政中心（新北市三重區公所）
- 新北市三重戶政事務所（本所）-位於新北大道
- 新北市三重戶政事務所（溪美辦事處）-位於溪尾街（三重社福大樓）
- 新北市三重溪美公共托老中心-位於溪尾街（三重社福大樓）
- 新北市政府社會局三重社福中心-位於溪尾街（三重社福大樓）
- 新北市三重區衛生所
- 新北市三重區社教館，位於集美街60號。
- 新北市原住民服務中心，位於新北大道一段5巷2弄2號。
- 財政部北區國稅局三重稽徵所-原位於三重重陽路一段(舊址依舊有新北市稅捐服務)，在地的三重人習慣舊稱為「ㄍㄟˋ玲處」（台語），2018年12月20日已喬遷到三重區集賢路175號3至9樓新址。（服務區涵蓋三重、蘆洲）
- 新北市政府稅捐稽徵處三重分處：位於新北市三重區重陽路一段115號，負責：三重區、蘆洲區。
- 三重勞工中心
- 三重青年職涯發展中心（勞動部第5處青年職涯發展中心）
- 臺灣新北地方法院三重簡易庭

### 運動場地
- 三重綜合運動場（又稱三重小巨蛋）：三重綜合運動場位於中正北路2號，臨近捷運菜寮站，向來為三重人運動的好去處。運動場總面積有12,874坪，場內設有標準400公尺跑道、孩童遊戲區等。為2017台北世大運的女子足球項目比賽場地[44]
- 三重國民運動中心（页面存档备份，存于）：位於集美街，是擁有游泳池、多功能綜合球場、桌球撞球室、飛輪教室、健身房、韻律教室、武術教室、攀岩場、羽球館、射箭場以及壁球教室等多功能運動中心。[45][46]
- E7Club聚樂部：保齡球、撞球等各式育樂活動中心，前身為三重知名的「飛龍」保齡球館。[47]

- 厚德體操館（位於三重自強路二段上，厚德國小旁）：為厚德國小附設體操館，興建於1987年，為新北市體操訓練基地，由三重區公所與厚德國小共同管理（第二層體操館與第三層看台由厚德國小管理；第一層為地下一樓老人活動中心由三重區公所管理）體操館B1地下室附設老人文康活動中心，中心設置健身區、電腦區、交誼廳、保健室等場所。
- 三重溪美足球場：位於三重區環河北路三段溪美抽水站旁河濱公園。
- 新北電競基地：位於三重區重新路一段87之6號3樓，已於2018年8月21日成立。
- 新北市三重棒球場：位於三重區水漾路一段300號（捷運三重站附近），已於2018年12月16日啟用，是新北市成棒隊的訓練基地，和三級棒球代表隊的集訓場地。
- 二重環狀自行車道：起點位於新北市三重區捷運路底(新北大都會公園)，是深得單車族們喜愛的單車路線車道。

### 公園綠地
- 二重疏洪道：新北大都會公園（臨近捷運三重站），又名「幸福水漾公園」，是大台北地區面積最大的公園，有20公里的環狀自行車道
- 淡水河：野鴿保護區（一兩千隻野鴿群聚於忠孝橋下的堤防斜坡）
- 三重區中區：二二八和平公園、六張公園 (新北市首座「海綿公園」，公園內的六張市民活動中心入口有Q版土地公神像)、厚德公園、後竹圍公園、三德公園 (2011年獲行政院環保署評定為「低碳全國示範點」的公園)、龍濱公園、龍門公園、介壽公園、小和平公園、大和平公園、六合公園、正義公園
- 三重區北區：三重中山藝術公園（臨近捷運菜寮站）、信義公園（有座黑膠唱片展示牆，可供民眾點歌）、大同公園、大智公園、開元公園 (寶可夢遊戲盛行時，是全三重最熱門的知名抓寶公園)
- 三重區南區：菜寮公園、三重玫瑰公園、同安公園、光興公園
- 三重區東區：慈愛公園、慈祐公園、慈生公園、大山公園、五常公園、太陽公園、永福公園、永豐公園、三重自然公園、慈化公園、五華公園、碧華公園（寶可夢遊戲熱門抓寶公園）、廣一廣場、廣二廣場、三重親水公園、溪美公園
- 三重區西區：興華公園、聯邦公園、重新公園、重陽公園（童宏勝銅像）、福田公園、過圳公園、三民公園
- 三重鴨鴨公園（鴨鴨地景藝術公園）：位於新北市三重區環河南路299號，三重淡水河畔，中興橋下的河濱公園，是一座以水鴨為主題的鴨鴨公園，不但有水鴨親子圖騰讓市民可以漫步其中外，2016年12月以種植油菜花的方式讓兩隻水鴨變身成可愛的黃色小鴨。
- 三重寵物公園：位於新北市三重區環河北路一段、龍門陸橋旁，是專為飼主與毛小孩一同盡情玩耍的主題公園。[48]
- 集賢環保公園：實際地址位於三重區集賢路160號，介於三重區與蘆洲區交界處，是三蘆地區市區範圍內最大的綠地中央公園。
- 神農百草公園

### 活動中心
- 開元市民活動中心
- 重陽市民活動中心
- 興華市民活動中心
- 福田市民活動中心
- 聯邦市民活動中心
- 過圳市民活動中心
- 光興市民活動中心
- 菜寮市民活動中心
- 台北橋市民活動中心
- 正義市民活動中心
- 大同市民活動中心
- 六合市民活動中心
- 和平市民活動中心
- 後竹圍市民活動中心
- 三德市民活動中心
- 厚德市民活動中心（A棟）
- 厚德市民活動中心（B棟）
- 六張市民活動中心
- 龍濱市民活動中心
- 永德市民活動中心
- 慈祐市民活動中心
- 永盛市民活動中心
- 永豐市民活動中心
- 廣一市民活動中心
- 慈化市民活動中心
- 五華市民活動中心
- 慈生市民活動中心
- 慈愛市民活動中心
- 永福市民活動中心
- 中興市民活動中心
- 三民市民活動中心
- 重新橋第1市民活動中心
- 重新橋第2市民活動中心：原為「谷王、五谷、德厚聯合活動中心」
- 中山橋市民活動中心
- 忠孝橋市民活動中心
- 正安市民活動中心
- 重陽橋市民活動中心
- 中興橋市民活動中心[49]

### 環境部-空氣品質監測站（三重區）
- 三重站：位於三重交流道旁 (三重區空氣品質監測)
- 菜寮站：位於三重商工內 (三重區、蘆洲區空氣品質監測)

### 防洪設施（三重區）
- 二重疏洪道
- 抽水站：同安站、長元站、重陽站、溪美站、溪美二站、頂崁站、二重站、重新站

### 地震測站（測站名稱 / 測站位置）（三重區）
- TAP010 / 二重國小
- TAP011 / 三光國小
- S008 / 碧華國中

## 觀光

### 傳統建築
- 先嗇宮：主祀神農大帝，是三重區內唯一的三級古蹟，為北台灣保存最好、最精美之對場作建築。可搭乘新莊線至先嗇宮站1號出口步行大約10分鐘即可到達。
- 林氏古厝：位於後竹圍街及自強路口
- 碧華布街：三重的碧華街是有名的布街，約在1970年代及1980年代達到全盛時期，一條街就超過兩百家布店。那時候的景象是老闆和工人一起扛布匹，一起送貨，他們把自己比喻是「布牛」，意思是說「做得跟牛似的」。但隨著產業外移，布街榮景不再，原本兩百家布店僅剩六十家，往日的盛況漸漸成了黃昏業。後來在碧華國小校長蔡寶俊的倡議下進行產業轉型，同時也將布街改造成為台灣布莊博物園區，時常舉辦活動。[50]
- 空軍三重一村（新北市眷村文化園區）：位於光興國小旁的老舊軍眷村遺址。（另稱「三重空軍一村」）2018年11月10日正式開園開放民眾參觀。自民國112年（2023年）4月份起，由取得委外經營權的「時藝多媒體傳播股份有限公司」正式進駐經營。
- 三重憲兵隊：位於環河南路，2011年憲兵隊裁撤，原址建築已拆除，並已於2021年翻修整地成為公園綠地。
- 三重鄭厝：位於自強路四段，三重僅存的少數文化古蹟。
- 中興新洲：別名臺北島，是位於臺灣淡水河的一處河中沙洲，大概位於中興橋靠臺北市側，屬新北市三重區轄管，可從中興橋上的樓梯登島，號稱台北最神秘的地方。

### 文化與現代建築
- 重陽橋光雕
- 三重九大橋梁（其中以跨越淡水河的橋樑為主，常是在地人、外國旅客拍攝夜景的地點）
- 新北市眷村文化園區（空軍三重一村）：2018年11月10日正式開園開放民眾參觀。
- 溫室植物園
- 興榖國小六○年代校舍和文物中心
- 社教館：位於三重區集美街，由三重區公所管理的文化會館，經常舉辦展覽、戲劇、音樂會等等。
- 麗寶之星T1：三重區內最高的住宅大樓，147公尺、共37樓
- 國際星鑽大樓：三重區內最高的辦公大樓，123公尺、共30樓，位於30層頂樓有全台最高的媽祖廟「三重宏聖宮」。[51]
- 西班牙水花園：三重第一座引進南歐渡假villa概念多機能豪宅
- 歌林三重科技大樓：1963年8月8日，歌林公司創辦人李克竣與親友集資新台幣200萬元，於臺北縣三重市創立「歌林股份有限公司」，2000年，於臺北縣三重市溪尾街14號「歌林三重科技大樓」落成啟用。2013年，歌林委託商仲成功標售「歌林三重科技大樓」給其他公司。大樓的1樓，不定時會舉辦各種商品的特賣會。
- 玉山銀行希望園區大樓：位於三重區中興北街，玉山銀行信用卡的設計、製造與後端管理中心。
- 何嘉仁書店(三重店)：位於三重重新路二段(國園廣場)，1992年開幕，曾經是三重地區大型的知名連鎖書店，2017年1月25日因租約到期結束營業。
- 誠品書店(三重店)：位於三重龍門路介壽廣場3樓，1999年開幕，曾經是三重地區大型的知名連鎖書店，2007年4月17日因租約到期結束營業。
- 金石堂書店(三重店)：位於三重龍門路介壽廣場1樓，2017年開幕，曾經是三重地區知名連鎖書店，2020年1月21日已結束營業。
- 啤酒頭釀造觀光酒廠：位於三重區中興北街50號，2015年創立於三重，是雙北首座精釀啤酒觀光工廠。

### 宗教信仰
據統計，全台宮廟密度最高的地方，就在三重。
- 先嗇宮：位於二重埔，俗稱「五穀王廟」，主祀神農大帝，是三重區內唯一的三級古蹟，前三重市長李乾龍為現任先嗇宮董事長。
- 三重義天宮：三重知名的道教媽祖廟，也是三重區居民的信仰中心之一；不少貓咪住在這兒，會陪香客拜拜、唸經，因此有「貓廟」之稱，為愛貓香客最愛參訪的宮廟。[53]
- 玄武宮樹頭公：祭拜牛樟樹樹頭。
- 三重護山宮：在地人稱尪公祖，主祀護國尊王張巡，清水祖師，位於三陽路，由本地的地主邵姓家族奉祀，是知名的保儀廟、祖師廟。
- 三重廣熙宮：位於後竹圍街，主祀正一天師張天師。
- 三重嘉天宮：位於河邊北街，主祀天上聖母。
- 三重玄峰慈惠堂：位於仁愛街，主祀瑤池金母。
- 三重天后宮：位於福德南路，三重河邊豆干厝（同安厝）旁，亦為三重知名的道教媽祖廟。
- 三重慈聖宮：位於重新路四段的媽祖廟。
- 三重南聖宮：位於大仁街，主神為南嶽聖侯，即宋元時期的書法名家趙孟頫，每年都會舉辦南嶽聖侯書法比賽，越辦規模越大，學子踴躍參加，已為三重地區每年著名的文化盛事之一。
- 竹頭公廟：是一座有百年歷史的知名陰廟（位於集美街），當年「大家樂」時代曾為賭客求明牌的知名聖地。
- 三重宏聖宮：位於國際星鑽大樓30樓，是全台最高的媽祖廟。
- 三重普庵宮：位於光明路，主祀觀世音菩薩，新北市政府民政局出版-保庇新北市雙月刊-推薦的新北月老廟名單其中之一。
- 三重同仁宮：已有160年歷史，三重區居民的信仰中心之一，全台唯一主神土地公用石材打造，重達18台斤。[54]
- 三重北極真武廟：位於仁義街，創建於1989年，奉祀主神北極玄天大上帝。
- 三重碧華寺：創建於1910年，早期為供奉釋迦牟尼佛的廟宇，現今為儒、道、釋三教合一的廟宇，為溪尾、分子尾地區居民信仰中心。
- 三重龍全宮：即三重知名的「水流公」，位於碧華公園內，早年為分子尾公墓，自清乾隆時期即已存在，1997年修竣，為溪尾、分子尾地區居民信仰中心。
- 太璞宮：位於中正北路317巷，即三重知名的「仙公廟」，創建於1917年，主祀孚佑帝君（八仙之一的呂洞賓）。
- 三重協聖宮：網路爆紅蓮花太子代言人「美女乩童」即在此間宮廟為信眾服務。
- 三重慈惠宮：位於文化北路17號之1，1966年建廟，主祀分靈自鹿港奉天宮的蘇府千歲。
- 三重先天宮：位於河邊北街30-2號開元公園內，主祀分靈自東石先天宮的五年千歲。
- 三重聖佑宮：位於永福街269號的媽祖廟。
- 三重鎮安宮：位於信義西街1號的哪吒公廟。
- 三重山口廟：位於中華路2巷31弄10號，主祀舍人尊公。
- 三重昭安宮：位於集美街207巷21號，主祀分靈自溪頂昭安府的李、天、池府三千歲。
- 三重四面佛：三重第一家，也是三重區內唯一一家供奉泰國四面佛的寺廟。
- 三重萬善同：三重知名陰廟（位於二重疏洪道），求樂透偏財運的知名宗教聖地。
- 三重德林寺：主祀觀世音菩薩，是當地信仰中心之一。熱心從事社會教育活動，舉辦兒童佛學營，希望藉由佛法的力量，培育兒童健全的品格。
- 法鼓山護法總會重陽分會
- 佛光山三重禪淨中心
- 佛教慈濟慈善事業基金會（三重分會）- 靜思堂
- 台北佛教同修會 - 弘願講堂
- 三重南海講堂
- 三重新堂
- 三重聖母聖心天主堂
- 台灣基督長老教會重新教會
- 台灣基督長老教會厚德教會：前三重市長葉鐘為知名受洗信徒。
- 台灣基督長老教會三重埔教會
- 台灣基督長老教會河邊教會
- 台灣基督長老教會新北教會
- 台灣基督長老教會仁義教會
- 三重中央浸信會
- 真耶穌教會三重教會
- 真耶穌教會二重教會
- 約書亞三重信心教會
- 三重神召會：1965年創立於福音街3巷（捷運路19巷）內，於2021年10月24日遷移至新北市三重區重新路四段53號8樓。
- 新北市召會：三重區聚會所

### 商場
- 三和夜市（位於中央北路，搭乘新莊線至台北橋站出口即可到達）：台北地區知名夜市之一。
- 中央早市（位於中央北路，搭乘新莊線至台北橋站出口即可到達）：早上為傳統市場，晚上成為熱鬧的夜市。
- 大同市場（位於大同南路）：早上為傳統市場型態，多為市販，晚間亦有商家營業，為多元化的帶狀商圈
- 三重果菜批發市場（位於中正北路）：建於民國七十五年（1986年），是全台灣最大的果菜批發市場，它不只是三重的重要地標，菜販也是台灣農產品運銷興衰變化最好的見證者。
- 中華民國全國漁會三重示範魚市場（位於力行路一段6號1樓）：漁會批發市場，每年到春節的前幾天，都會擇期（3天）邀請全台各地區漁會共同參與並舉辦全國唯一且盛大的「三重漁貨大街」，讓採買春節年貨的民眾多了一個新選擇
- 重新橋跳蚤市場：重新橋下二手、跳蚤、賊仔市場，旁邊為全民計程車總部
- 星光夜市：2016年開幕於重新橋下（二重疏洪道、大台北都會公園內）的夜市，目前已永久停業。
- 天台廣場：三重知名商場，位於重新路二段，曾盛極一時。該廣場設有天台影城、電影院、KTV、大型知名連鎖健身房、全聯福利中心[55]，是三重市中心的休閒廣場。
- 徐匯廣場（位於蘆洲區中山一路，靠近三和路四段，搭乘蘆洲線至捷運徐匯中學站2號出口）：位於三重蘆洲邊界的結合捷運的百貨休閒廣場。
- 三重介壽百貨廣場(位於龍門路6號)：三重新型百貨商場，在商場內有知名餐廳集團設立各式餐廳、連鎖健身房、日本百貨及知名連鎖書店聚集。
- 湯城園區（位於重新路五段）：為香港湯臣集團所投資的商辦園區，實際的購物商場位於地下室。國際巨星麥可傑克森於1996年10月來台灣舉辦演唱會時，曾光臨湯城園區。
- CityLink 購物中心捷運三重站（規劃興建中，預計2025年或2026年完工啟用）
- 光南大批發-三重店（位於重新路二段）：連鎖流行用品商店
- 101文具天堂：三重店、三賢店
- 家樂福：蘆洲店（實際地址位於三重區五華街）、重新店
- 愛買：三重店 (早期為三重地區最知名的萬家福量販店，2008年萬家福退出量販市場，由愛買接手買下萬家福原三重據點)
- 全聯：三重店、力行店、三和店、三和二店、中正店、中正北店、仁愛店、永福店、介壽店、天台店、集美店、光明店、捷運店、三重仁義店。
- 迪卡儂三重店：法國大型連鎖運動用品量販店，位於集美街，佔地面積2000坪，為雙北地區最大的旗艦店。
- POYA寶雅-三重仁愛店、三重正義店：個人美妝生活用品專賣店
- 佳瑪進口精品生活館-三重店（位於三重自強路一段三和夜市旁）：知名精品百貨商
- 美華泰流行生活館-三重店：位於正義北路
- 屈臣氏-三和門市、三和2門市、三華門市、三重門市、中央門市、中正北門市、五華門市、力行門市、正義門市、溪尾門市、集美門市：知名藥妝專賣店
- 康是美-菜寮門市、台北橋門市、湯城門市、五華門市、集美門市、天台門市、長壽門市、三和門市、龍門門市（1、2樓）：知名藥妝專賣店
- 全國電子：三重自強門市、三和門市、三重忠孝門市、重陽門市、重新二門市、三重集美門市：知名3C家電賣場。
- 燦坤3C-三重重新門市、三重仁愛門市、三重重陽門市：知名3C家電賣場。
- 金石堂書店-三重店（位於三重龍門路介壽商場內）：2017年1月23日起試賣，2020年已歇業。
- 藏壽司（くら寿司）：來自日本大阪的知名迴轉壽司店，2018年4月上旬在新北市三重區集賢路分店開幕營業；2020年2月三重捷運路店開幕營業。
- 洪瑞珍三明治-三重店：知名餐飲連鎖店，位於正義北路，2021年2月19日開幕。
- 羽葉麻辣火鍋-三重都會館：知名火鍋店，位於三重區集賢路，原名「千葉火鍋」，2023年改名為「羽葉火鍋」。
- 里約歐義廚房-三重店：三重在地知名經營超過40年以上的老牌西餐廳，位於重新路二段正義北路口。
- 萊爾富三重美堤店 (貨櫃屋)：由三個貨櫃屋拼裝而成的超商，被稱做是「全台唯一會閃颱風的超商」，位於三重區二重疏洪道疏洪十六路重新橋下。
- 九乘九文具專家-三重正義門市：知名大型文具賣場，位於正義北路，2025年8月9日正式開幕。

### 知名小吃
- 北港江記龍門生炒鴨肉焿
- 五燈獎豬腳飯（2024年1月22日，AI教父黃仁勳曾經光臨的三重名店)
- 今大滷肉飯
- 店小二魯肉飯
- 三重牛乳大王
- 文化北路美食街
- 台灣蕃薯
- 台南林無刺虱目魚
- 龍門胡椒餅

### 活動與慶典
- 三重大拜拜（又稱為「三重埔大拜拜」）：每年的農曆4月25日，會在三重地區舉辦的隆重祝壽盛典及「神農文化祭」宗教活動。
- 2018新北市旺來福來祈福燈會。
- 2024新北燈會：2024年2月16日至3月3日，為期17天，在新北大都會公園盛大舉辦。
- 2024年新北大都會公園路跑活動（地點近熊猴森樂園草坪，需報名）：
  - 6月30日上午6:30 LINE FRIENDS 歡樂路跑（報名已提前截止）
  - 7月6日 上午7:00「小小兵萌趣路跑 Minions Run Taipei 2024」（主會場在水漾啵啵廣場）
  - 7月14日上午6:30 2024 蠟筆小新FUN RUN
  - 7月28日上午6:30 2024 烏龍派出所路跑
  - 9月1日上午 6:30 2024 七龍珠Z路跑
  - 9月29日上午6:30 2024 櫻桃小丸子路跑
  - 10月27日上午5:00 2024 快打旋風路跑
  - 11月17日上午6:30 2024 Pokémon Run 寶可夢路跑
- 2024新北市玄天上帝文化祭：11月8日至10日在三重向日葵廣場盛大舉辦。

## 水災
三重地區從前因淡水河河口出口最窄處的獅子頭隘口天然屏障鳥踏石，一旦大雨或颱風一來，常會造成三重地區的嚴重水災，但淹水問題在二重疏洪道等水利設施完成後逐漸被改善，居民已經脫離淹水之苦。

### 二重疏洪道
二重疏洪道於1979年奉行政院核定第1期防洪計劃，於1982年開始實施，並於1984年完成。為了避免三重、蘆洲之水患。第2期防洪計劃從1985年至1987年，為加高堤防高度，使200年洪水頻率降低。第3期防洪計劃於1990年開始，至1996年完成。防洪地區包括新莊、五股、三重、蘆洲、泰山等地區及臺北市部分地區。

### 葛樂禮風災
葛樂禮颱風通過北部海面，是著名西北颱，發生於1963年9月11日葛樂禮颱風，造成363人死亡，438人受傷，房屋全倒13950棟，半倒10763棟，中北部嚴重大水災，最為嚴重為大台北地區。

### 艾利風災
2004年8月25日艾利颱風通過北部海面，是典型的西北颱，三重是北部地區唯一淹水的地區。當時石門水庫和翡翠水庫洩洪，台北捷運橘線－新莊線穿越淡水河的擋水牆無法抵擋洪水，造成擋水牆應聲破裂，使大水淹進三重地區。

### 溪美大排整治
過去排水幹線地勢較低、渠坡平緩，加上淡水河受到潮汐影響，導致大排內水流速緩慢，積泥淤臭影響附近民眾居家生活品質，更因淤臭而有三重「黑龍江」的罵名。所以新北市政府水利局決定於2011年1月21日開始進行整治工程，整體工程範圍含括溪美大排、兩岸腹地及鄰近的集賢環保公園，起點為溪美抽水站前之環河北路路口至上游五華街處，面積約3.69公頃。整治完工後於2012年2月21日舉行啟用典禮，由時任新北市市長朱立倫主持，工程費用約新台幣1億元。

## 都市重劃及都市更新
2023年據新北市政府統計，近20年新北市都更申請案累計超過1338件，以板橋區188案最多，其次是三重區140案，但一條路之隔的蘆洲區僅22案，因早年都市規畫公設比低，住宅區基準容積僅200％誘因較低。

### 三重重陽重劃區
本重劃區約於2005-2006開發完成，適用範圍依擬定三重（重陽橋引道附近地區）（二重疏洪道拆遷戶安置方案）細部計畫書，位於在三重行政區北部東側，鄰淡水河，大致範圍為下重陽橋以北，由三信路與環河北路圍起，北至蘆洲區交界間的範圍，規劃兼具學區、公園、捷運、環境等整體重劃區。總面積達88公頃，合計約有100棟社區。

### 二重疏洪道兩側重劃區
為配合都市發展需要，及洪水平原管制區管制之解除，於解除禁限建後考量都市發展，配合變更都市計畫並附帶條件以市地重劃方式辦理開發，劃設充足的公共設施用地，加上三捷二快（捷運新莊線、捷運環狀線、桃園國際機場捷運線及環河快速道路、東西向快速道路）之優勢，結合二重疏洪道「疏洪生態廊道」、「疏洪生態保育區」之美麗景觀，打造水岸休憩新環境。
- 以地形區分二重疏洪道兩側重劃區，可以分成兩大區塊：
  - 三重左岸：為五谷王段，鄰近捷運先嗇宮站、新莊化成路商圈，未來新北市第二行政中心與東森電視總部將設立於三重左岸。
  - 三重右岸：為三重段，鄰近捷運三重站，接近三重市區與集美商圈，未來CityLink商場與機捷A2a博愛站將設立於三重右岸。

### 三重仁義重劃區
仁義段為自辦市地重劃區，面積22.28公頃，座落中山高速公路北側，主要道路包括仁愛街、環河北路二段，緊鄰舊市區的五華街、自強路、仁義街與龍門路。原為工業區，規劃兼具公園、住宅等優良環境的住宅重劃區。

### 三重「29街」轉型商場計畫
三重「29街」，位於三重區正義南路29號的望得富大樓，興建於1976年，過去被視為三重的貧民窟，新北市政府去年著手整頓過去老舊髒亂環境，拆除非法隔間並粉刷翻新，釋出約300坪空間，產權人日前組成社區管理委員會，希望引進零售、文創商店，再創老宅生機，擬定活化方針，管委會將於2017年4月1日表決活化方針，盼透過招商方案活化老宅。2021年本案都市更新無進度。

### 三重「新北科技園區」都市更新
茂德機構在2018年7月買下持有三重新燕約1.58萬坪土地的頂率開發股權，以及味全緊鄰三重新燕廠1,381坪土地共砸下130億元，據了解，該案暫名為「EBC東森電視商貿中心」，將以作為商貿中心規劃，未來東森電視台新總部將設立於此。新北市政府整合該區原有的工業區整合成301公頃「新北科技園區」，將舊有工業聚落透過都市更新、TOD開發轉型開發為新興生產、生活服務、水岸生態等擁有三大特色的科技園區。

### 「太子汽車三重廠」變更及都更計畫
冠德建設的新北市三重太子汽車廠變更及都更案，2019年新北市政府正式核定公告。2022年推出建案「冠德心天匯」。

### 「三重果菜市場」都市更新
依「擬定新北市三重區新海段1394地號等78筆土地都市更新事業計畫案」，果菜市場現址正在自辦都更審查階段，工程總經費預計砸下新臺幣550億元，結合周邊漁會、力行市場等用地共同開發達8.5公頃。目前計畫範圍容積率達440%、建蔽率70%，未來預計興建5區共18棟建物，高度約25至28層、地下5至6層，並設有新的力行市場、建物內也會有公益設施，範圍內並設有綠帶廊道及開放廣場供民眾休憩使用。開發商估計整體工程經費將斥資550億元，最快2024年開始分區動工、整體完工估計為2033年。

### 「三重頂崁工業區」都市更新
該案基地位在的三重頂崁工業區，及相鄰的新莊化成工業區，位於新莊化成路沿線，兩者面積合計約301公頃。基地面積6,043.90平方公尺，現況廠房老舊窳陋，申請人國揚實業投資逾33億，更新後將興建1棟地上13層、地下3層的廠辦大樓，總樓地板面積約1萬5000坪，未來擬引入之產業以「電子輕工業」為主。

### 三重「富品苑」
該案位於三和路二段、介壽路及長樂街口，緊鄰三重國小捷運站僅300公尺。基地146坪，原為3棟3層樓磚造老透天，採危老方式改建，原有13名地主，將規劃成地上12層、地下3層住商混合大樓，改建後將有41戶住宅，可達到1地坪換8.4建坪。該案榮獲「第24屆國家建築金質獎」規劃設計類住商大樓中層組殊榮。

### 三重「同安街」簡易都更案
三重區同安街的簡易都更案，基地面積約309平方公尺，2023年5月申請共獲得25%容積獎勵，更新後將打造12層樓電梯大樓，並提供寬2.5公尺的無障礙通學步道，提供居民及學生安全、舒適的人行空間，相鄰的2處街廓內，共有3案簡易都更，其中1案預計今年完工。

### 三重「晴空大地」
該案為北三重近年少見大基地大規劃之都市更新案，基地位三重區自強路五段、仁義街及五華街口，佔地近3300坪，規劃地上15、27層、地下6層建築，主力21~34坪，緊鄰新北市「銀新未來城」複合開發計劃，政府利用碧華國中舊校地址，參考新加坡Kampung Admiralty（海軍部村落）營運模式，以BOT方式規劃公園綠帶、購物商場、幼兒托育、運動休閒、青銀共創、醫療長照等6大主題資源，零距離享受食衣住行醫養動All in one的生活，開發面積佔地8,700坪，結合「晴空大地」約3300坪的基地，形成1萬2000坪全新街廓，符合市場剛性主流需求，全案銷售衝破700戶，創下買氣佳績。

## 未來發展

### 三重商工興建地下停車場計畫
三重商工的工科大樓前面有塊大草坪，向來是學生、老師和校友喜歡的校園區塊，在地方居民強烈要求下，將會有75%面積由新北市政府交通局開挖建設共構地下停車場，預計2017年下半年進場施作，周邊將搭起圍籬區隔校園，於2019年4月完工、2019年7月正式啟用。

### 二重疏洪道「秀英花」全面復育計畫
三重社大校務委員張明祥表示，秀英花原名「素馨花」，與茉莉、黃枝、樹蘭、桂花，都屬於製作花茶原料。秀英花在日治時代在三重蘆洲地區大量種植，因為經濟作物散發淡雅香氣，品質優良，是提煉香水，與冬茶、春茶製花茶的原料，外銷全世界。秀英花是當年三重「水岸花都」的美景代表，秀英花是三重在地老一輩無法忘懷的兒時記憶，還曾是「三重市花」，但後來被向日葵取代。劉世偉向經濟部水利署第十河川局爭取，希望大範圍復育，獲得支持，已於2017年3月23日踏勘，盼望未來萬頃花田會成為「三重四月雪」。三重社區大學復育秀英花，推動在二重疏洪道全面復育，將來搭乘機捷的旅客往下俯瞰，萬頃白色花海，成為最美麗的地景，也將會回復「三重水岸花都」榮景。三重社區大學近年復育秀英花，校長劉世偉、與新北市立圖書館蘆洲永平分館主任謝雪君等人，發起「三蘆香花文史工作團」，串連在地與中央資源，獲得立委高志鵬等人協助，計畫向經濟部水利署第十河川局爭取，在二重疏洪道復育，盼造出萬頃白色秀英花海，成為機場捷運周邊的著名地景。
（規劃中）

### 三重「長泰派出所」新建動土計畫
使用已逾50年新北市三重警分局長泰派出所，2017年3月25日於三重區仁愛街派出所新址處舉行動土典禮，新建辦公廳舍已於2018年11月13日正式落成並啟用。

### 新北市眷村文化園區修復與設立計畫
空軍三重一村在三重正義南路底河堤邊，占地約1萬3千平方公尺，2006年底拆除前夕列為歷史建築全村保留。2010年起每年舉辦眷村文化節，「新北市眷村文化園區」。2018年11月10日正式開園開放民眾參觀。

### 三重同安公園用地違建拆除與擴建公園計畫
三重區同安公園用地範圍內違建群於2017年3月28日進行首波拆除，目前仍居住該處住戶不到十戶，最後搬離期限為五月，違建全面拆除後，釋出的○．三公頃土地，三重區公所將規劃為公園，三重區公所經建課長劉茂成指出，違建群坐落土地面積約○．三公頃，拆除後將讓公園面積增至○．六公頃，景觀將以草坪為主，另外燈具、透水鋪面、體健設施和兒童遊具也會加以調整。（規劃中）

### 三重設立「地景共融性公園」計畫
位在三重區五華街與三賢街口，有一塊3,000平方公尺的機關用地，目前被交通局當作逾期車輛保管場使用，新北市議員李坤城認為太浪費，多次建議市府重新規劃。日前特別召開地方說明會，邀集相關單研商討論，希望把這塊荒地，變成綠意盎然的「地景共融性公園」。李坤城提出這項計劃，獲得三重區碧華里長林佳鴻的大力贊同，認為把這塊精華地有效利用後，不但能綠美化環境，還能讓附近里民增添一個休閒的好地方。經過討論後，市府各單位已取得共識，交通局將在2017年7月底前把車輛全部移走，緊接著景觀處會施作相關的硬體設備，預計2017年底前就能開放給市民使用。（規劃中）

### 三重設立「標準國際足球場」計畫
為了讓喜愛足球的朋友，有更多的揮灑空間，新北市議員李坤城爭取一座5人制足球練習場，在三重溪美抽水站旁的河濱公園，發現一大片寬廣的草坪，希望高灘處能妥善運用，規劃一座國際標準的足球場。（規劃中）

### 三重碧華公園整頓與改善整體環境計畫
新北市景觀處規劃設計課長張仕勳表示，將會推動改善碧華公園整體的環境，包括重整步道、新建意象、遷移修剪樹木等等、並增設兒童遊具、以及無障礙設施等等，讓碧華公園更為明亮整潔。（已於2018年4月28日完工並啟用）三重區公所也斥資1600萬元重新整頓。
- 碧華公園曾經為全三重最熱門的寶可夢手機遊戲抓寶公園之一，每到假日，公園內外可見到許多寶可夢手遊玩家聚集。

### 三重區重新市場打造首座電競基地計畫
新北市於三重區重新市場三樓，面積約340坪場地，打造首座電競基地，最快2018年8月底啟用，除設置專業電競硬體設備供學員競賽、體驗，也將開辦9大類電競課程，培育、媒合電競產業人才就業。（已於2018年8月21日正式成立）

### 三重崇德里&瑞德里簡易活動中心興建計畫
新北市三重區崇德里和瑞德里長期缺乏活動中心，銀髮長輩要辦共餐都相當困難，為了爭取活動場地，兩位里長希望能在崇德里和瑞德里交界的崇德圖書分館旁的空地搭建遮雨棚。新北市議員李翁月娥接獲陳情，召集相關單位會勘，希望公部門合作無間，共同為民眾解決問題。（規劃中）

### 三重忠孝里國有地-「新北綠家園」綠美化工程
新北市三重區大同南路96巷底，有一塊閒置的國有地，忠孝里長劉子毓和附近里民都覺得很浪費，希望能綠美化並增設體健設施。新北市議員李翁月娥接獲陳情，召集相關單位會勘，要求城鄉局依照「新北綠家園」專案辦理，還給忠孝里民一個美觀舒適的休閒空間。（規劃中）

### 機捷三重站更名「大台北都會公園站」計畫
新北市在二重疏洪道打造大台北都會公園，規畫幸運草地景溜滑梯、全台首座戶外健身場等亮點設施，積極整頓水岸空間，新北市長侯友宜於2019年1月27日視察後，侯友宜市長建議將機場捷運A2三重站更名為「大台北都會公園站」，未來將建置智慧水岸及智能園區，打造兼具環保、藝術的休憩空間。新北市水利局則指出，未來將引進無人商店、智慧停車管理系統以及多元支付服務等，至於機捷A2三重站更名建議，將會與桃捷及雙北捷運等相關單位協商。（本案至2024年1月為止，並無任何更名進度）

### 新北市立圖書館三重分館「原址重建」計畫
2022年7月30日，新北市長侯友宜前往新北市立圖書館三重分館視察，他表示，溪南地區設有總館，評估溪北地區有設置指標性大型圖書館必要，鎖定位於市中心、學校旁的三重分館，預計投入30億元經費規劃原址重建，興建地上樓地板面積6千坪，提供休閒交流中心、創新學習場域、科技影音體驗及複合式商店，打造未來新世代圖書館。但因土地20世紀50年代三重鎮公所向地主購地後，沒有辦過戶，市府協調25地主，已取得24人同意移轉，但有1名地主希望市府能再次徵收，新北教育局與地主協商未達共識，進入司法訴訟程序，日前法院判決新北市府勝訴，文化局預計2024年6月上網公告設計監造標案，拚2030年完工，新北市立圖書館三重分館將規畫改建為「新北第二總圖」。(規劃中)

### 三重「同安陸橋」美化計畫
三重同安陸橋銜接空軍三重一村、同安公園及淡水河岸忠孝碼頭，為配合空軍三重一村整體營造，打造觀光新亮點，新北市高灘處編列533萬餘元預算，進行美化工程，美化顏色以軍綠色為主題色，電梯將營造為半透明光塔，於2023年7月26日二度公開招標。（規劃中）

### 「新北銀新未來城長照園區」設立計畫
「新北銀新未來城長照園區」位於碧華國中舊校區，預計將設置住宿型長照機構、樂齡住宅，還有共融公園及至托育中心等等，原定2021年完成招商，2025年完工，但因都市計畫案卡在中央未審，目前進度延宕，新北市府持續與中央溝通，希望盡速推動開發。（規劃中，完工時間未定）

### 三重「興華公園」興建地下停車場計畫
新北市三重區興華公園地下停車場於2024年2月25日開工，市長侯友宜出席動土，預計增208格汽車位，2026年完工。侯友宜表示，三重興建中的重陽公園地下停車場、信義公園地下停車場、玫瑰立體停車場、興穀國小操場地下停車場與興華公園地下停車場，5座皆為全智慧化停車場，共投入31億3729萬7000元，將創造1420格汽車位，138格機車位，紓解地區停車需求，也帶動三重建設與發展。(興建中)

### 機場捷運三重站增設A2a站計畫
機場捷運A2三重站及A3五股產業園區站距過長，地方希望能在中間增設A2a站，但交通部鐵道局認為增設站體，號誌系統須重置，經費龐大，新北市捷運局邀集各單位研商，因機捷2017年才通車啟用，號誌系統使用年限達20年，目前還沒有更換打算，且站體經費高達近30億，地方根本沒有經費，要蓋A2a站恐怕還要再等等。(規劃中)

### 打造新北第二行政中心
新北第二行政中心位於三重重新路五段，已在2022年動工，預計2026年完工，新北市政府各局處辦公地多在板橋區，但空間有限，局處各科室滿滿都是人，交控中心、資訊中心及災害應變中心等已無擴張空間，規畫要將重要防災、救災中心及資訊系統移往第二行政中心，包含警察、衛生、交通、消防局EOC等單位，提供更全面的防災應變資訊。

## 外部連結
- （繁體中文）三重區公所（页面存档备份，存于）
- （繁體中文）三重區戶政事務所 （页面存档备份，存于）
- （繁體中文）三重區衛生所 （页面存档备份，存于）